# جلال آل
جلال آل (انگلیسی: Celal Al؛ زادهٔ ۱۳ سپتامبر ۱۹۸۴) بازیگر اهل ترکیه است.